# Le Faouët, Côtes-d'Armor

Le Faouët este o comună în departamentul  Côtes-d'Armor, Franța. În 1 ianuarie 2022 avea o populație de 410 de locuitori.